# Ryan Mountcastle
Ryan Mountcastle (Winter Springs, Florida, 18 de febrero de 1997) es un jugador profesional estadounidense de béisbol que se desempeña en la posición de primera base en Baltimore Orioles, equipo de las Grandes Ligas de Béisbol (MLB).

## Carrera
Fue seleccionado en la primera ronda en el Draft de la MLB de 2015. En 2020 hizo su debut profesional con el equipo Baltimore Orioles, donde lleva jugando cinco temporadas.